# Год, Мусса Рабилех
Мусса (Мусе) Рабилех Год (араб. موسي ربيل جود‎; неизвестно, Борама — неизвестно) — сомалийский военачальник, политик, государственный деятель, спортивный функционер.

## Биография
Мусса Рабилех Год родился в сомалийском городе Борама (сейчас де-факто в Сомалиленде).
Входил в Верховный революционный совет Сомали и Сомалийскую революционную социалистическую партию. Был военачальником, носил звание полковника.
В 1971—1990 годах работал на министерских должностях в Сомалийской Демократической Республике. В 1971—1973 годах был министром труда и спорта, в 1973—1974 годах — министром транспорта, в 1976—1980 годах — министром здравоохранения, в 1984—1985 годах — министром предпринимательства и торговли, в 1985—1987 годах — министром скотоводства, животноводства, лесного хозяйства и пастбищ, в 1987—1989 годах — министром общественного труда и жилищного строительства, в 1989—1990 годах — министром наземного и воздушного транспорта.
На посту министра здравоохранения сделал вклад в искоренение оспы в Сомали.
В 1971—1979 годах возглавлял Олимпийский комитет Сомали.